# Gressøya
Gressøya est une île du lac Vansjø de la commune de Våler,  dans le comté d'Østfold en Norvège.

## Description
L'île de 0,26 km2 est située dans la bassin est du lac Vansjø. Elle a été habitée au XVIIIe siècle pour l'agriculture. En 1860, l'île est divisée en deux usages : Østre Gresøya et Vestre Gresøya . 
Une houe en pierre a été trouvée sur Gressøya qui témoigne de la colonisation à l'âge de pierre.

## Zone protégée
La municipalité de Våler a acheté Østre Gresøya en 1917, et  fait partie de la réserve naturelle de Sandå et Henestangen depuis 2014 avec l'île de Tombøya.